# Scout 2001
Scout 2001 var Sveriges första nationella jamboree med deltagare från Sveriges alla fem scoutförbund och många utländska deltagare.
Lägret gick av stapeln på Rinkaby skjutfält 28 juli till 8 augusti 2001. Totalt deltog över 26 000 deltagare från olika länder. Den officiella lägersången var Scouter Överallt skriven av Olof Samuelsson och fanns utgiven på singel, men finns även på cd:n Mycket mera scout. Lägret var då Sveriges största scoutläger någonsin, och behöll titeln fram till sommaren 2011, då Sverige stod värd för den 22:a världsjamboreen som samlade 40 000 deltagare från över 140 länder.

## Förberedelser
Lägret började planeras 1997, det vill säga fyra år innan lägret skulle arrangeras. Lägret var först tänkt att arrangeras i Strängnäs. Men det visade sig att marken där inte var lämplig, och valet föll istället på Rinkaby skjutfält.

## Lägrets uppbyggnad
Lägret bestod av sex olika stadsdelar där deltagarna bodde. Varje stadsdel hade en egen specifik färg på kartan och deltagarnas lägerhalsduk hade samma färg som den stadsdel deltagaren bodde i.
- Prati - Grön halsduk
- Tempelhof - Orange halsduk
- Södermalm - Gul halsduk
- Vestkanten - Lila halsduk
- Eira -  Blå halsduk
- Nyhavn - Röd halsduk

Utöver de stadsdelar som deltagarna bodde i, fanns två andra stadsdelar:
- Stortorget - lägrets centrum
- Fälladen - funktionärernas by

## Program
Scout 2001 var det första lägret som arrangerades av de fem scoutförbunden tillsammans. Temat för lägret var "Bygga broar", det vill säga bygga vänskap med personer från andra kårer, förbund och andra länder.

### Blockaktivitet
Blockaktivitet kallades en rad olika aktiviteter som hade olika teman:
- Äventyr
- Hantverk
- Natur

#### Äventyr
På äventyrsblocket skjutsades deltagarna med bussar ut ifrån lägerområdet. I bussen fick deltagarna höra en historia om Snapphanar, och de fick i uppdrag att avkoda ett hemligt meddelande. Meddelandet hade lämnats till den danska kungen, men var rivet i fyra bitar. Det var upp till patrullen att i olika stationer få fram de olika pappersbitarna.

#### Hantverk
Hantverksblocket var placerat i tält på stortorget. Här fick man tillverka allt möjligt, bland annat söljor och smide.

### Rinkabydagen
Torsdagen den 2 augusti arrangerades Rinkabydagen, en tävlingsdag som byggde på tv-programmet Stadskampen. Tävlingen var mellan stadsdelarna. Patrullerna fick sedan ett märke som tecken på att de deltagit. Kampen avslutades senare under kvällen vid Colloseum, med att några deltagare från varje del fick tävla i den klassiska scoutgenren längdskidor, där patrullen sätter fast sina fötter i två brädor och kommunicerar med varandra genom att ropa höger, vänster, höger för att flytta rätt skida, så att inte hela patrullen ramlar.

### Global development village
Global development village låg i anknytning till Stora Torget. Där fick scouterna lära sig mera om sin omvärld. Där fanns olika organisationer som till exempel var emot rökning. På Global Development Village fanns även mera fysiska aktiviteter, som till exempel klättring.

## Colloseum
Colloseum kallades lägrets stora scen, den var placerad i mitten av en naturlig amfiteater. På Colloseum arrangerades fyra stora shower, och alla lägrets deltagare var samlade vid varje tillfälle.

### Invigningen
Den 29 juni var det stor invigning av lägret. Samtliga stadsdelar gick i en gemensam stor parad till scenen under eftermiddagen i mycket varmt väder. En av höjdpunkterna var några dansande tält som gjorde entré på scenen, samt när man för första gången sjöng lägersången "Scouter överallt".

### Rinkabydagen
Under Rinkabydagen arrangerades en show vid Colloseum, där man avslutade stadsdelskampen som pågått under dagen, och två hemliga artister. Dessa var Papa Dee och Titiyo. Titiyo sjöng endast tre låtar, då hon meddelade att hon var hes, och tyvärr inte kunde sjunga mera.

### Kärleksbron
Fredagen den 3 augusti var showens tema kärlek. Kvällens höjdpunkt var artisten Thomas Di Leva.

### Avslutningen
Lördagen den 4 augusti hölls en stor avslutningsshow på Colloseum, som bjöd på både teater och artister som Wallmans salonger och E-Type. På slutet gick Carl XVI Gustaf upp på scen för att avsluta lägret med att göra "raketen" - en gest som kungen skulle komma att göra även på de nästkommande två jamboreer som kom att hållas på samma plats.

## Kramringen
Under Scout 2001 ville man försöka sig på ett rekordförsök i att göra världens största kramring, och komma med i Guinness rekordbok. Världsrekordet slogs med att 4 703 scouter deltog - det tidigare rekordet hade endast 1 802 deltagare.

## Efter lägret
Scout 2001 var startskottet på ett djupare samarbete mellan de fem svenska scoutförbunden. Lägret hade blivit en stor succé, och i augusti föddes tankarna på att kunna arrangera en världsjamboree i Sverige. Senare under hösten började man redan fundera på nästa nationella jamboree. I scouttidningen kunde man läsa om idén att arrangera en ny nationell jamboree sommaren 2006. Det beslutades dock senare att nästa nationella jamboree skulle arrangeras sommaren 2007, samma år som scoutings 100-årsjubileum. Detta läger, Jiingijamborii samlade 18 500 deltagare på samma plats som Scout 2001 anordnades.
2003 beslöt Svenska Scoutrådet att ansöka om att få arrangera den 22:a världsjamboreen 2011. I hård konkurrens med Singapore, Japan och Australien vann Sverige valet år 2005. 